# Нюрнбергские принципы

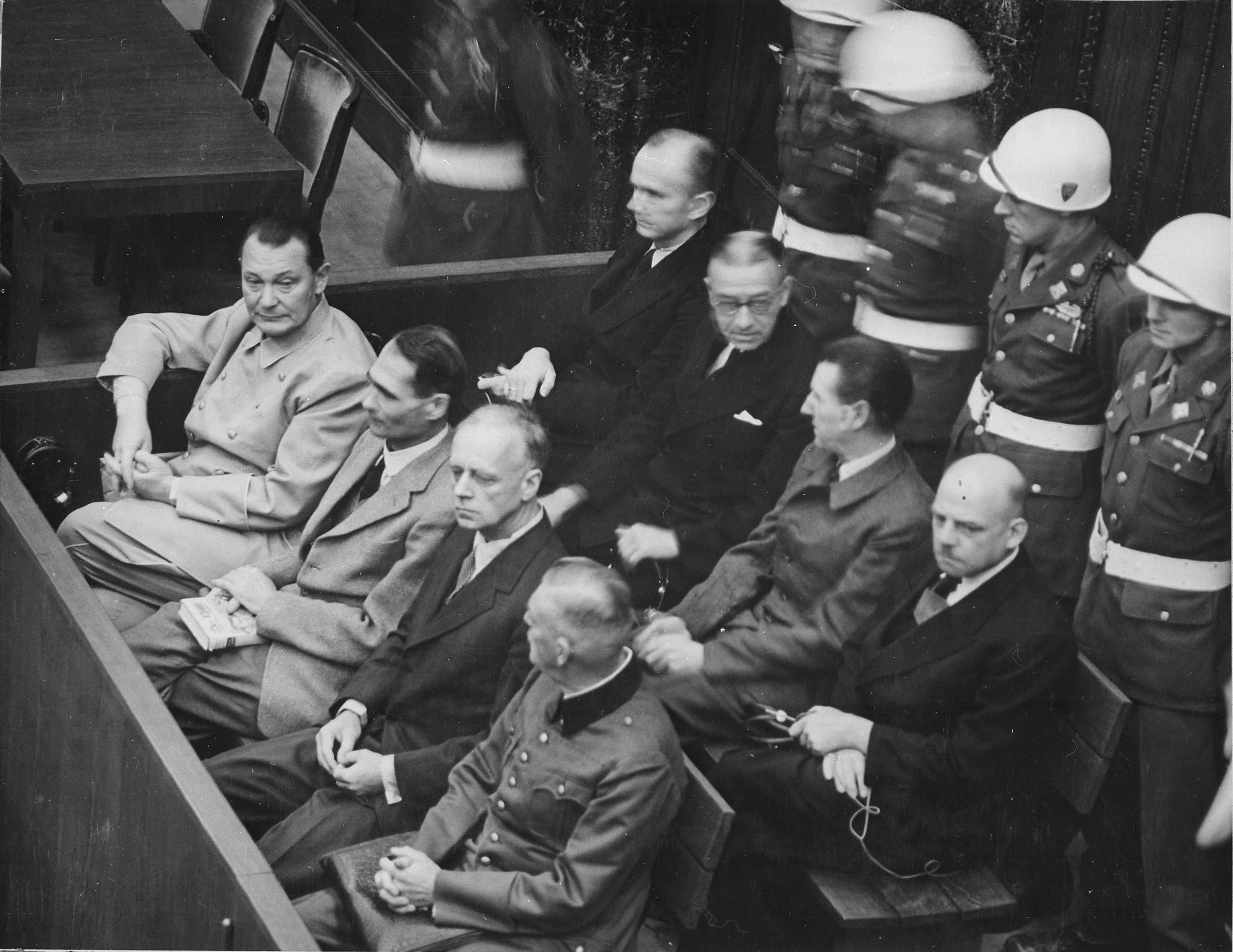
Суд над главными нацистскими преступниками в Нюрнберге

Ню́рнбергские при́нципы (англ. Nuremberg principles, полное название Принципы международного права, признанные статутом Нюрнбергского трибунала и нашедшие выражение в решении этого Трибунала) — представляют свод основополагающих правовых принципов, которые характеризуют деяния, являющиеся, в соответствии с международным правом, преступлениями против мира и безопасности человечества.

## Создание
Данные принципы были сформулированы Комиссией международного права в 1950 году по поручению Генеральной Ассамблеи ООН  для кодификации правовых принципов, лежащих в основе Нюрнбергского процесса над членами нацистской партии Германии после Второй мировой войны, чтобы в дальнейшем на его базе создать Международный уголовный кодекс.
Стоит особо заметить, что Комиссия международного права не занималась собственно разработкой указанных принципов, она лишь обобщила деятельность Нюрнбергского военного трибунала и сформулировала основополагающие начала, нашедшие выражение в его решении, которые впоследствии были широко признаны международным сообществом и явились фундаментом для формирования отрасли международного уголовного права. Доклад Комиссии также содержал комментарий к принципам.

## Принципы

### Принцип I
Всякое лицо, совершившее какое-либо действие, признаваемое, согласно международному праву, преступлением, несет за него ответственность и подлежит наказанию.
Оригинальный текст (англ.)Any person who commits an act which constitutes a crime under international law is responsible therefor and liable to punishment.

### Принцип II
То обстоятельство, что по внутреннему праву не установлено наказания за какое-либо действие, признаваемое, согласно международному праву, преступлением, не освобождает лицо, совершившее это действие, от ответственности  по международному праву.
Оригинальный текст (англ.)The fact that internal law does not impose a penalty for an act which constitutes a crime under international law does not relieve the person who committed the act from responsibility under international law.

### Принцип III
То обстоятельство, что какое-либо лицо, совершившее действие, признаваемое, согласно международному праву, преступлением, действовало в качестве главы государства или ответственного должностного лица правительства, не освобождает такое лицо от ответственности по международному праву.
Оригинальный текст (англ.)The fact that a person who committed an act which constitutes a crime under international law acted as Head of State or responsible Government official does not relieve him from responsibility under international law.

### Принцип IV
То обстоятельство, что какое-либо лицо действовало во исполнение приказа своего правительства или начальника, не освобождает это лицо от ответственности по международному праву, если сознательный выбор был фактически для него возможен.
Оригинальный текст (англ.)The fact that a person acted pursuant to order of his Government or of a superior does not relieve him from responsibility under international law, provided a moral choice was in fact possible to him.

### Принцип V
Каждое лицо, обвиняемое в международно-правовом преступлении, имеет право на справедливое рассмотрение дела на основе фактов и права.
Оригинальный текст (англ.)Any person charged with a crime under international law has the right to a fair trial on the facts and law.

### Принцип VI
Преступления, указанные ниже, наказываются как международно-правовые преступления:
а) Преступления против мира:
i) планирование, подготовка, развязывание или ведение агрессивной войны или войны в нарушение международных договоров, соглашений или заверений;
ii) участие в общем плане или заговоре, направленных к осуществлению любого из действий, упомянутых в пункте (i).
b) Военные преступления:
Нарушение законов и обычаев войны и, в том числе, но не исключительно, убийства, жестокое обращение или увод в рабство или для других целей гражданского населения оккупированной территории, убийства или жестокое обращение с военнопленными или лицами, находящимися в море, убийства заложников или разграбление государственного или частного имущества, бессмысленное разрушение городов и деревень или их разорение, не оправдываемое военной необходимостью.
с) Преступления против человечности:
Убийства, истребление, порабощение, высылка и другие бесчеловечные акты, совершаемые в отношении гражданского населения, или преследование по политическим, расовым или религиозным мотивам, если такие действия совершаются или такие преследования имеют место при выполнении какого-либо преступления против мира или какого-либо военного преступления, или в связи с таковыми.
Оригинальный текст (англ.)The crimes hereinafter set out are punishable as crimes under international law: 
a) Crimes against peace: 
i) Planning, preparation, initiation or waging of a war of aggression or a war in violation of international treaties, agreements or assurances; 
ii) Participation in a common plan or conspiracy for the accomplishment of any of the acts mentioned under (i). 
b) War crimes: 
Violations of the laws or customs of war which include, but are not limited to, murder, illtreatment or deportation to slave-labour or for any other purpose of civilian population of or in occupied territory, murder or ill-treatment of prisoners of war, of persons on the seas, killing of hostages, plunder of public or private property, wanton destruction of cities, towns, or villages, or devastation not justified by military necessity. 
c) Crimes against humanity: 
Murder, extermination, enslavement, deportation and other inhuman acts done against any civilian population, or persecutions on political, racial or religious grounds, when such acts are 3 done or such persecutions are carried on in execution of or in connection with any crime against peace or any war crime.

### Принцип VII
Соучастие в совершении преступления против мира, военного преступления или преступления против человечности, о которых гласит Принцип VI, есть международно-правовое преступление.
Оригинальный текст (англ.)Complicity in the commission of a crime against peace, a war crime, or a crime against humanity as set forth in Principle VI is a crime under international law.

## Значение
Нюрнбергские принципы внесли важный вклад в создание и развитие международного уголовного права, они обеспечивают основу для существования и деятельности международных уголовных судов. В 2002 году создан постоянно действующий Международный уголовный суд.
Кроме того в законодательстве многих стран нюрнбергские принципы нашли своё отражение и были закреплены в национальных уголовных кодексах, в которых предусматривается наказание за преступления против мира и безопасности человечества. В Уголовном кодексе Российской Федерации ответственность за такие преступления предусмотрена в статьях 353-359.